# Alan Cox
Alan Cox (Solihull, 22 de julho de 1968) é um britânico, programador mantenedor da árvore 2.2 do Kernel Linux, contribuindo de forma ostensiva desde 1991. Mora em Swansea, País de Gales, onde viveu com sua esposa Telsa Gwynne, falecida em 2015.

## Envolvimento no desenvolvimento do Linux

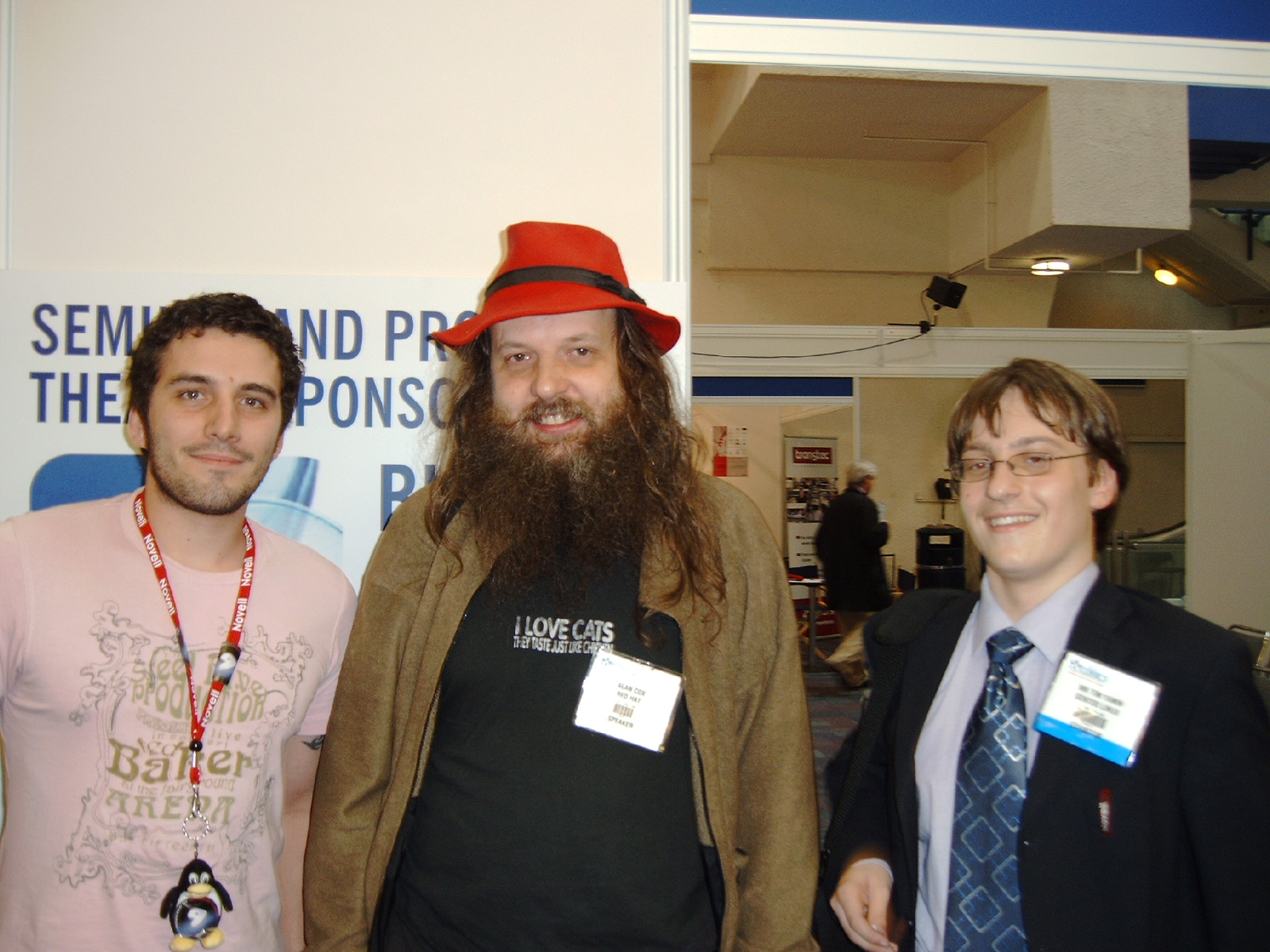
Alan Cox na LinuxWorldExpo.

Enquanto era funcionário da Universidade de Swansea, Cox instalou uma versão primitíva do Linux em um dos computadores pertencentes a área da computação. Foi uma das primeiras instalações de Linux em um computador dedicado como servidor de rede, revelando diversos bugs no código de redes. Cox corrigiu vários deles, reescrevendo quase que na totalidade o subsistema de redes. Ele então tornou-se um dos principais desenvolvedores e mantenedores de todo o Kernel.
Ele manteve a árvore 2.2, e suas próprias versões da 2.4 com o sufixo -ac(por exemplo 2.4.13-ac). Esta árvore era considerada bastante estável, contendo correções que impactariam diretamente kernels de produção e produtos baseados no Linux. Era comumente referenciado como o "segundo no comando" após Linus, antes de reduzir seu envolvimento com o Linux para seus estudos de MBA.
Em 28 de julho de 2009, Cox afastou-se do desenvolvimento da camada de TTy, após receber críticas de Torvalds.
Alan foi funcionário da empresa Red Hat de 1999 até 2009.. Trabalhou de 2011 até 2013 na Intel a qual deixou por razões pessoais.
Também está envolvido nos projetos GNOME e X.Org, sendo o principal desenvolvedor do AberMUD, que escreveu quando era estudante na Universidade do País de Gales, Aberystwyth

## Trens e Modelismo
Alan Cox dirige a empresa Etched Pixels, uma empresa que produz trens para ferromodelismo em escala N.

## Ativismo
Alan Cox é um fervoroso defensor da liberdade na programação, e porta-voz opositor das patentes de software, DMCA, e CBDTPA. Ele saiu de um subgrupo da Usenix em protesto, e disse que não visitaria os Estados Unidos com medo de ser preso, após a prisão de Dmitry Sklyarov por violações a DMCA.